# 牧瀬明
牧瀬 明（まきせ あきら、1949年6月14日 - ）は、日本の実業家。麻生フオームクリート社長。

## 来歴
佐賀県出身。1972年3月 駒澤大学経済学部卒業。1980年麻生フオームクリート入社。1999年東京支店長、2001年執行役員東京支店長、2004年取締役営業本部副本部長、2005年12月取締役営業本部副本部長兼東京支店長、2006年取締役営業本部副本部長を歴任。
2006年6月、社長に就任。2016年6月 相談役。

## 略歴
- 1980年6月 麻生フオームクリート入社
- 1999年6月 東京支店長
- 2001年6月 執行役員東京支店長
- 2004年6月 取締役営業本部副本部長
- 2005年12月 取締役営業本部副本部長兼東京支店長
- 2006年4月 取締役営業本部副本部長
- 2006年6月 社長[1][2]
- 2009年4月 代表取締役専務取締役
- 2009年6月 代表取締役専務取締役営業本部長
- 2010年6月 専務取締役営業本部長
- 2011年4月 専務取締役営業部担当
- 2011年6月 取締役営業担当
- 2012年4月 取締役技術営業担当[3]
- 2014年4月 取締役東日本事業本部長[4]
- 2016年4月 取締役事業支援本部技術開発・営業支援グループ担当[5]
- 2016年6月 相談役（取締役事業支援本部技術開発・営業支援グループ担当）[6]